# Ingrid Jonker

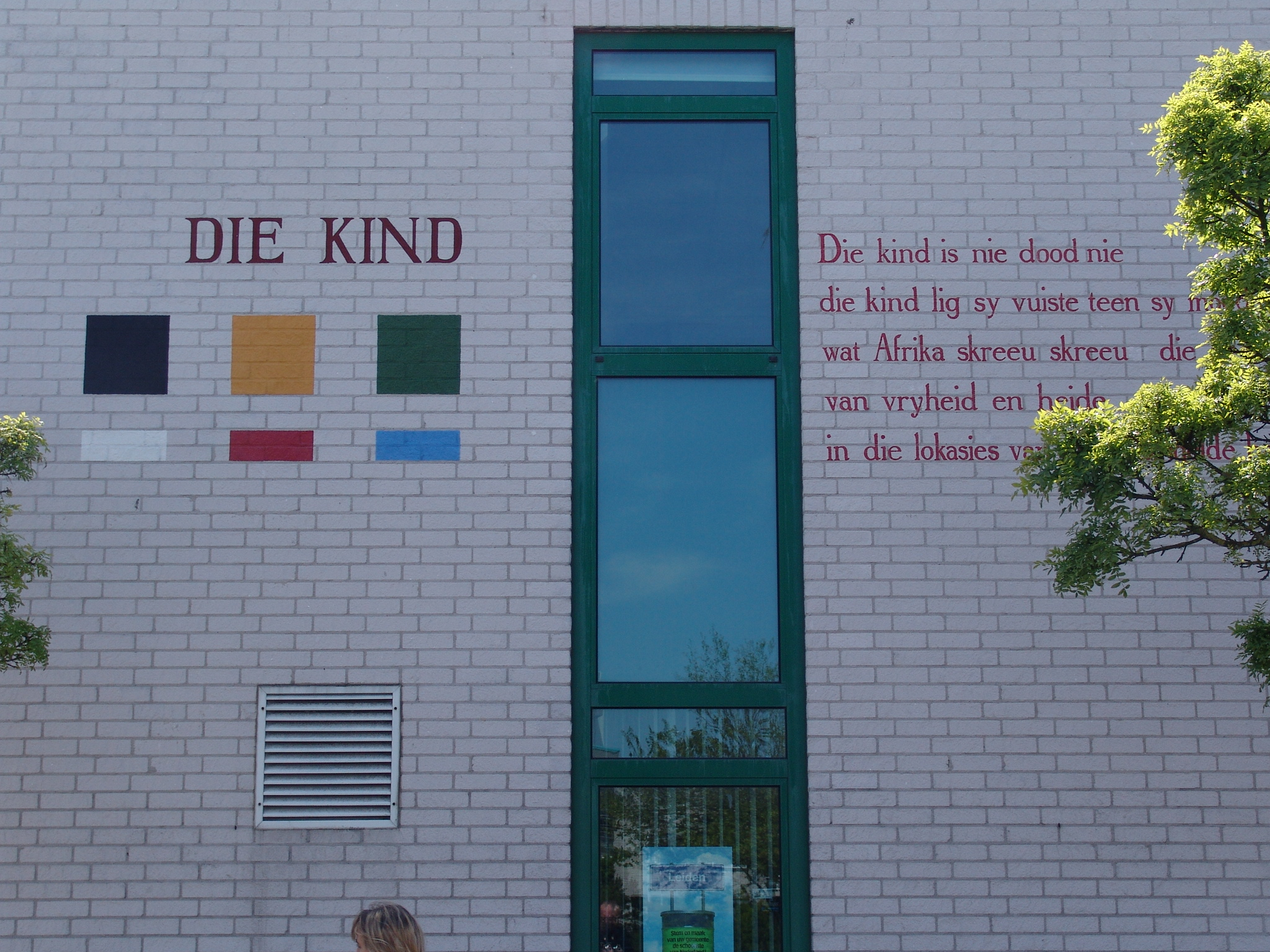
Ingrid Jonkers dikt Die kind wat doodgeskiet is deur soldate by Nyanga som väggdikt i Leiden.

Ingrid Jonker, född 19 september 1933 i Douglas i Kapprovinsen (i nuvarande Norra Kapprovinsen), död 19 juli 1965 i Kapstaden, var en sydafrikansk poet.

## Liv och verk
Ingrid Jonker var dotter till Abraham Jonker och Beatrice Cilliers. Fadern var en framträdande politiker inom Nationalistpartiet. Han lämnade sin hustru och sina två döttrar efter Ingrids födelse. Modern avled redan 1943, då Ingrid var tio år gammal. Tillsammans med sin syster flyttade hon då till sin far, gift för tredje gången och med fler barn, i Kapstaden. Som vuxen motsatte hon sig den politik som faderns parti förde och deras konflikt blev offentlig. Detta ledde till att fadern försköt henne.
Ingrid Jonker gifte sig 1956 med Pieter Venter och deras dotter Simone föddes 1957. Paret separerade tre år senare och Jonker hade sedan affärer med författarna Jack Cope och André Brink.
Drygt 30 år gammal begick hon självmord genom att dränka sig vid Three Anchor Bay i Kapstaden.
Debutsamlingen Ná die Somer ("Efter Sommaren") skrev Ingrid Jonker innan hon hade fyllt 13 år. Även om hon skrev på afrikaans har hennes dikter översatts till flera andra språk. Hennes dikt Die kind wat doodgeskiet is deur soldate by Nyanga (Barnet som sköts ihjäl av soldater vid Nyanga) blev 1998 väggdikt på Trix Terwindstraat 4-6 i den holländska staden Leiden. Hon ingick i den progressiva och revolutionära författargruppen Die Sestigers tillsammans med skribenter som Breyten Breytenbach, André Brink, Adam Small och Bartho Smit.
2011 skildrades hennes liv i långfilmen Black Butterflies där Carice van Houten spelar rollen som Ingrid Jonker.
På svenska:
Vinden från Torwanabergen. Dikter i urval och översättning från afrikaans av Per Holmer. Ellerströms 2025. ISBN 978 91 7247 742 1

### Fotnoter
1. 1 2 3 4  läs online, www.sahistory.org.za , läst: 4 april 2016.[källa från Wikidata]
2. 1 2  SNAC, SNAC Ark-ID: w6qp3hpj, läs online, läst: 9 oktober 2017.[källa från Wikidata]
3. 1 2  FemBios databas, FemBio-ID: 14851, läst: 9 oktober 2017.[källa från Wikidata]
4. ↑  ”Ingrid Jonker”. Poetry International Rotterdam. Arkiverad från originalet den 26 augusti 2014. https://web.archive.org/web/20140826162330/http://www.poetryinternationalweb.net/pi/site/poet/item/11226/10/Ingrid-Jonker. Läst 23 augusti 2014.
5. ↑  Översättningar av Jonkers väggdikt i Leiden, bland annat till engelska, tillsammans med ytterligare uppgifter. Arkiverad 9 december 2013 hämtat från the Wayback Machine. muurgedichten.nl